# Летов, Евгений Владимирович
Евгений Владимирович Летов (22 февраля 1976, Усть-Каменогорск, Казахская ССР, СССР) —  белорусский и казахстанский хоккеист, защитник; тренер. Воспитанник Усть-каменогорского «Торпедо». Мастер спорта России. Заслуженный мастер спорта Белоруссии. Ныне главный тренер клуба Немана.

## Карьера
В сезоне 1992/93 начал свою игровую карьеру в родном клубе «Торпедо» г. Усть-Каменогорск.  В 1994 году, вместе со своим тренером Николай Мышагин и рядом игроков 1976г покинули родной клуб и перебрались в российскую первую лигу в команду "Горняк", г. Белово. Сезон 1995-1996 играл в Новокузнецком "Металлурге" , выступавшим в высшем эшелоне российского хоккея, всё с тем же тренером.
В топ-дивизионе чемпионата России в составе ХК «Липецк», Евгений провел 3 сезона, сыграв 109 игр.
Сезон 2001/02 года провел в ХК «Гомель», выступающей в ВЕХЛ и в чемпионате Белоруссии. Выступая поочередно в ХК «Гомель» и ХК «Химволокно» (Могилёв) провел 537 игр в Экстралиге и 96 игр в ВЕХЛ.
Участник международных турниров в составе юношеской сборной СССР в 1991 - 1992гг. Капитан команды.
Дважды участник юношеского чемпионата Азии и Океании 1993 и 1994 гг в составе юношеской сборной Казахстана.
Тренерскую карьеру Летов начал в 2013 году в Гомеле, где тренировал в местной ДЮСШ и фарм-клубе «Гомеля». С сезона-2016/17 работал в юношеской (U17) и юниорской (U18) сборных Беларуси. В апреле 2022 года возглавил гродненский «Неман». По итогам дебютной кампании Летов получил награду имени Владимира Наумова — лучшему тренеру сезона. В мае 2025 года покинул пост главного тренера «Немана». В сезоне-2024/25 команда из Гродно вылетела в первом раунде плей-офф Экстралиги, уступив «Динамо-Молодечно» (2-4).
В апреле 2024 года вошел в тренерский штаб молодежной сборной Беларуси, параллельно оставаясь в «Немане». В июне 2025 года подписал соглашение с бобруйским ХК «Динамо-Шинник», сменив в должности Андрея Михалева. На сезон-2025/26 клуб заявился в Золотой дивизион Западной конференции МХЛ.

## Достижения
Победитель Юниорского чемпионата Азии и Океании
- - Победитель первенства России - 1997-1998
- – чемпион Экстралиги Белоруссии - 2003
- – серебряный призёр Экстралиги Белоруссии - 2002
- – бронзовый призёр Экстралиги Белоруссии - 2004
- - Серебряный призер Континентального Кубка - 2004
- - серебряный призёр ВЕХЛ – 2003, 2004.
- обладатель Кубка Белоруссии – 2003, 2007